# Oxystegus uncinifolius
Oxystegus uncinifolius là một loài Rêu trong họ Pottiaceae. Loài này được (Dixon) M.N. Aziz & Vohra mô tả khoa học đầu tiên năm 2008.